# 宗教與性
宗教與其信徒對於性的觀點相當廣泛，從賦予「性」一個相當負面的含義；到相信「性」是神的最高表達都可能在不同宗教的世界觀中出現。一些宗教將性區分為「生物繁殖上的性行為」以及「為得到性快感而進行的性活動」。有些宗教訂定了性行為的規範，像是僅在正式的婚姻狀況下或達到特定年齡後才允許進行，並將不符合其宗教規範的性行為視作不符合道德的行為。
性倫理會隨著時間和文化的演變而產生很大的差異。社會的性規範、對性行為標準可以與宗教信仰、社會和環境等條件有所相關聯，性和生殖是全世界人類互動和社會構成的基本要素，此外「性限制」是所有人類社會皆出現的普遍性文化特徵之一。
大多數的宗教都認為有必要解決「人類互動中之性行為的『適當性』問題」。不同的宗教有不同的性倫理規範、活動性規範性或為某些性行為、特定思想價值的規範。每個主要宗教也幾乎都制定了涵蓋性倫理、道德等問題的準則，這些道德準則的宗旨可能是為了規範那些會引起性興趣並影響人們性活動和性行為的情況。

## 道教
在中國神話中，九天玄女是戰爭、性與長壽的女神，她與素女有密切關係。玄素之道並是以她們兩個的名字命名的，也就是所謂的《房中術》。大部分以九天玄女名字命名的書籍都與戰爭有關，部分則與性有關，像是《玄女經》以及《素女經》都是紀載與性相關之事的書籍，可以追溯到漢代。

## 亞伯拉罕諸教

### 基督宗教聖經的新約觀點
使徒保羅在《哥林多前書》中指出，未婚者保持單身是好的，但如果他們無法控制自己，他們就應該結婚。原句為：「我對著沒有嫁娶的和寡婦說，若他們常像我就好。倘若自己禁止不住，就可以嫁娶。與其慾火攻心，倒不如嫁娶為妙。」
新約學者N. T. Wright斷言保羅絕對禁止淫亂，不論一個新的基督徒以前身處在什麼樣的文化習俗中。Wright指出，如果哥林多人說：「因為我是哥林多人，我有一串的女朋友並且她們和我睡覺、這些是我們文化的一部分。」保羅會回答：「但現在你是一個基督徒，你不能這樣做。」而當有人不同意保羅關於道德的明確規則與分怒時，保羅依然會堅定於他的立場。
有些人認為保羅對性的看法受到了「世界末日迫在眉睫」這樣的觀念影響。根據這種觀點，保羅相信世界將很快結束，並將世上所發生的一切視為必然結果。即包括性在內的所有世俗事物，基督徒都沒有什麼興趣。
神學家Lee Gatiss指出：「淫亂」這個詞已經過時了，在現今的實際用語中，不常用於描述非婚姻性行為。然而，淫亂依然是聖經術語「porneia」的最佳翻譯，基本上就是指任何婚姻之外的性行為，雖然這一直存在爭議。大量的學術研究和來自古代文化的證據都指出了這種方向：「逃避性淫亂（porneia）並追求自我控制」 （參見《帖撒羅尼迦前書》4章1-8節）是在這個充滿性慾的世界中直截了當的給基督徒的信息。

### 早期基督教會
在早期基督教中，一些對於末世論的詮釋學反思被引入《創世紀》中。伊甸園被視為一個基督徒要努力爭取的規範化理想國家；一些關於這些反思的文字記錄將未來天堂的享受與亞當夏娃的原始幸福聯繫起來。在早期教會，貞潔也是一個很重要的價值觀念，這種觀念並調節了聖經中「禁止淫亂」與生養眾多的矛盾關係，並認為貞潔帶來了優越的婚姻關係。

### 天主教會

#### 天主教會的婚姻觀與婚姻中的性愛觀
從十三世紀初開始，天主教會正式承認：「一對受洗的男女之間同意並自願進入的婚姻是一種聖事」（婚配聖事），且是一種傳達天主之愛特殊恩典的外在記號。佛羅倫斯大公會議於1438年提出了這一個定義，並宣稱「性聯合」是基督與教會的聯合中特別的一部份。然而，清教徒雖然同樣高度重視婚姻機制，但認為婚姻是一種「民事」問題而非「宗教」問題，應該在「民事法庭的管轄之下」。這是因為並他們沒有發現《聖經》中有任何神職人員舉行婚禮儀式的案例。此外，也因為婚姻可能是為了「緩解憂慮」以及為其他精神目的而存在的。
天主教教理認為「肉體是救恩的樞紐」，教理問答更指出婚姻中的性關係是「一種模仿造物主之慷慨與富饒的方式」，並將姦淫列為「貞節罪（offenses against chastity）」之一。貞節罪被稱為「一種本質上嚴重混亂的行為」，因為天主教會認為「無論出於何種原因，在婚姻之外使用性能力與性能力本質上的目的相悖」。而「夫妻行為（conjugal act）」的目的被認為是「進入一個深刻的合一、這個合一是超越肉體的團結，並形成一個合一的心靈與靈魂」。而婚姻關係並體現了天主與人類之間的愛。
教宗若望保祿二世曾指出：「身體及其本身能使看不見的靈性與神性成為可見」並且認為沒有什麼比夫妻之間的性愛更能完美的呈現與天主融合的情形。夫妻通過這種方式可以完全地彼此合一、直到生命的盡頭，並藉此生養眾多。並強調在人自由選擇並且全面承諾的婚姻價值觀中和諧相處時，性愛中就有美。對他來說，這種性愛是一種崇拜、一種神聖的經歷。因此，他也認為婚姻外的性行為是不道德的，是透過自私的目的、利用自己身體來偽造人類愛的語言，而不是以體現化身的精神應有的崇敬和愛來對待彼此。

#### 天主教會的自慰觀
天主教會認為自慰是一種罪惡，不過天主教道德神學家查爾斯·庫蘭（Charles Curran）指出：「天主教會的神父在自慰這個簡單的問題上幾乎保持沉默」。

### 新教

#### 新教的性行為觀點
幾乎所有新教教會都斷言婚姻以外的任何性行為，包括已經訂婚的夫婦或是同居、交往中的伴侶之間所進行的性行為都犯屬於姦淫罪，甚至包括最自由的教會都如此認定。

#### 新教的自慰觀
與天主教會不同，新教教會雖然不贊成自慰，但認為聖經並沒有針對該行為的明確禁令。主流和保守的新教教會一般都同意自慰本身不是罪惡，不過可能會將限制與焦點擺在其他相關的事情上，例如：不能觀看色情內容、不能與他人相互自慰、不能上癮、不能以藐視上帝的心態自慰等。

#### 新教與同性戀
在過去的歷史中，廣義基督宗教皆認為同性間性行為是不合聖經性規範的，但在自由主義神學和同志神學出現後，產生了一些不同的神學觀點，這也是二十世紀以來基督教的爭議議題之一。時至今日，不同教派的教會立場也會有所不同，從認為同性之間的性行為是不合聖經的罪，到認為聖經容許這樣的性行為皆有。即使同教派內，不同的堂會或個人都可能抱持不同且多樣的觀點，甚至可能和其所屬的教派立場相反。

### 巴哈伊信仰
在巴哈伊信仰中，只允許丈夫與妻子之間的性關係。巴哈伊信仰的創始人巴哈歐拉在法律書籍《亞格達斯經》中禁止婚外性行為。巴哈伊信仰世界觀對性的理解是：婚前兩性應該抱持貞節，並且這是一種在道德值得讚揚的行為，且能夠造就幸福和成功的婚姻生活。巴哈伊信仰認為，性衝動必須正確使用在婚姻制度內才具有的價值；同時他們不相信能夠抑制性衝動，而是相信性衝動能夠調節與控制。

## 印度宗教

### 佛教
在佛教中，五戒和八聖道分的倫理觀認為不應該依附並且渴望感官的愉悅。不過這些戒律是依照個人的承諾、自願接受與實踐，而非透過神聖的指示進行。在五戒中，第三戒中提及遠離邪行戒必須避免與他人的配偶、未成年人（即受父母或監護人保護的人）等人發生性關係。在中國佛教中，第三戒被解釋為避免婚外性行為。而大多數的佛教僧侶和尼姑在傳統上都應該避免所有的性行為，佛陀並勸勉對追隨者避免不潔。因此在佛教的戒律中，非出家人需守婚內性行為，而出家人則不得有性行為。